# Kempnyia colossica
Kempnyia colossica är en bäcksländeart som först beskrevs av Navás 1934.  Kempnyia colossica ingår i släktet Kempnyia och familjen jättebäcksländor. Inga underarter finns listade i Catalogue of Life.